# Konferencja Narodów Zjednoczonych ds. Handlu i Rozwoju
Konferencja Narodów Zjednoczonych ds. Handlu i Rozwoju (UNCTAD, ang. United Nations Conference on Trade and Development) – organ pomocniczy Organizacji Narodów Zjednoczonych utworzony w 1964 roku w Genewie.
Ma za zadanie wspieranie rozwoju gospodarczego (zwłaszcza państw rozwijających się), handlu międzynarodowego i światowych inwestycji. W okresie między sesjami organem wykonawczym jest Rada do spraw Handlu i Rozwoju (ang. Trade and Development Board, TDB).
Obecnie członkami UNCTAD są 194 państwa, w tym Polska.
Od 1 września 2013 sekretarzem generalnym UNCTAD jest dr Mukhisa Kituyi z Kenii.

## Funkcje
- promocja handlu międzynarodowego w celu przyspieszenia rozwoju gospodarczego;
- formułowanie zasad i polityk związanych z handlem międzynarodowym i rozwojem gospodarczym oraz przedstawianie propozycji wprowadzenia ich w życie;
- dokonywanie przeglądu i ułatwianie koordynacji działań w dziedzinie handlu i rozwoju gospodarczego między organami i instytucjami ONZ;
- inicjowanie przyjęcia traktatów wielostronnych dotyczących handlu międzynarodowego;
- centrum harmonizacji polityk handlowych i rozwojowych.

## Organy
- Konferencja – obraduje co 4 lata; złożona z członków Zgromadzenia Ogólnego (194 członków), ocena problemów bieżących; wybór opcji i polityki handlowej czy ustrojowej; organ polityczny;
- Rada Handlu i Rozwoju – zbiera się co 2 lata (55 członków) na sesjach zwyczajnych i wykonawczych; odpowiedzialna za wykonywanie ustaleń Konferencji; działa za pomocą komisji: handlu towarami, usługami i surowcami; ds. inwestycji, technologii i problematyki finansowej; ds. przedsiębiorczości, ułatwień biznesowych i rozwoju;
- Sekretariat – na czele z sekretarzem generalnym; zapewnia funkcjonowanie Konferencji; prowadzi działalność analityczną; posiada 4 wydziały: ds. globalizacji i strategii rozwojowych, ds. towarów, usług i surowców, ds. inwestycji, technologii i rozwoju przedsiębiorczości, ds. usług infrastrukturalnych oraz rozwoju i efektywności handlu.